# Skodborghus
Skodborghus er en lille bebyggelse lige nord for Kongeåen, som her danner grænse mellem Sønderjylland og Nørrejylland. Bebyggelsen ligger 2 km øst for Skibelund Krat, 4 km nord for Skodborg og 4 km syd for Vejen. Den hører til Vejen Sogn og Vejen Kommune.

## Historie
Navnet Skodborg nævnes allerede i et brev fra hertug 'Jern'-Henrik i Sønderjylland af 17. juli 1368, i forbindelse med "Slottet Skodborg", som i den tid menes at være under belejring, og som antages at have været placeret op og ned af Kongeåen, hvor Skodborghus er placeret i dag. Åen hed på den tid Skodborg Å. Navnet "Skodborg Å" menes dog imidlertid allerede at være nævnt første gang i år 1000-tallet i islandske sagaer. Ordet "Skod" kommer af ordet "Skut", som betyder "Skat".
I 1811 blev det gamle slot beboet for sidste gang, af Hans Kr. Thomsen (død 1836). Han besluttede sig i 1814 til at rive slottet ned til grunden.
I 1862 blev den første landevej anlagt over Kongeåen forbi Skodborghus.
I 1864, da Sønderjylland blev en del af Preussen, forblev Skodborghus på den danske side, selvom det nuværende Skodborg lå på den tyske side. Dermed blev Skodborghus en vigtig grænseovergang mellem Danmark og Preussen. I 1866 byggede man en bolig til toldkontrolløren på den gamle slotsbankes østlige del.

### Genforeningen
Efter Genforeningen i 1920 var Skodborghus ikke længere grænsepost, men foran Skodborghusvej 15 står grænsepæl nr. 57 til minde om genforeningen og den tidligere Kongeå-grænse.

## Udviklingen
I 1970-2006 dannede Kongeåen på dette sted grænse mellem Rødding Kommune og Vejen Kommune og dermed også mellem Sønderjyllands Amt og Ribe Amt. Ved strukturreformen i 2007 indgik begge amter i Region Syddanmark, og Rødding Kommune blev indlemmet i Vejen Kommune, så der er ikke længere en administrativ grænse ved Skodborghus, men kun den historiske grænse mellem to landsdele.
I dag er Skodborghus et trafikknudepunkt for trafikken imellem Kolding, Ribe, Vejen og Aabenraa, idet Primærrute 32 og Sekundærrute 403 mødes i en rundkørsel i Skodborghus. Indtil 2015 var der et lysreguleret kryds på stedet. Derudover er der i Skodborghus en rasteplads, en fodboldgolfbane og 8 ejendomme, hvoraf et af husene også er gartneri. Udviklingen i området gør at der nu kun er 1 km åbent land mellem den sydligste del af Vejen og Skodborghus.